# سامى ماي
سامى ماي (8 سبتمبر 1996 - ) (بالإنجليزية:Samy Mmaee) هو لاعب كرة قدم مغربي يلعب في مركز الدفاع مع فيرينتسفاروشي المجري، والمنتخب المغربي.

## نشأته وحياته
سامي مايي ولد في بلجيكا، شارك مع منتخب بلجيكا تحت 19 سنة لكرة القدم. أما مع النوادي، فقد لعب مع ستاندارد لييج.

## الإنجازات
ستاندارد لييج
- كأس بلجيكا : 2016

 فيرينتسفاروشي
- البطولة الوطنية المجرية (2): 2021، 2022

## روابط خارجية
- سامى ماي على موقع الاتحاد الأوربي (الإنجليزية)
- سامى ماي على موقع الاتحاد البلجيكي (الإنجليزية)
- سامى ماي على موقع قاعدة بيانات كرة القدم.إي يو (الإنجليزية)
- سامى ماي على موقع ليكيب (الفرنسية)
- سامى ماي على موقع ناشيونال فوتبول تيمز (الإنجليزية)
- سامى ماي على موقع Soccerway.com (الإنجليزية)
- سامى ماي على موقع AS.com (الإسبانية)